# Benchihalli, Haveri
Benchihalli là một làng thuộc tehsil Haveri, huyện Haveri, bang Karnataka, Ấn Độ.